# Prorocké knihy (Blake)

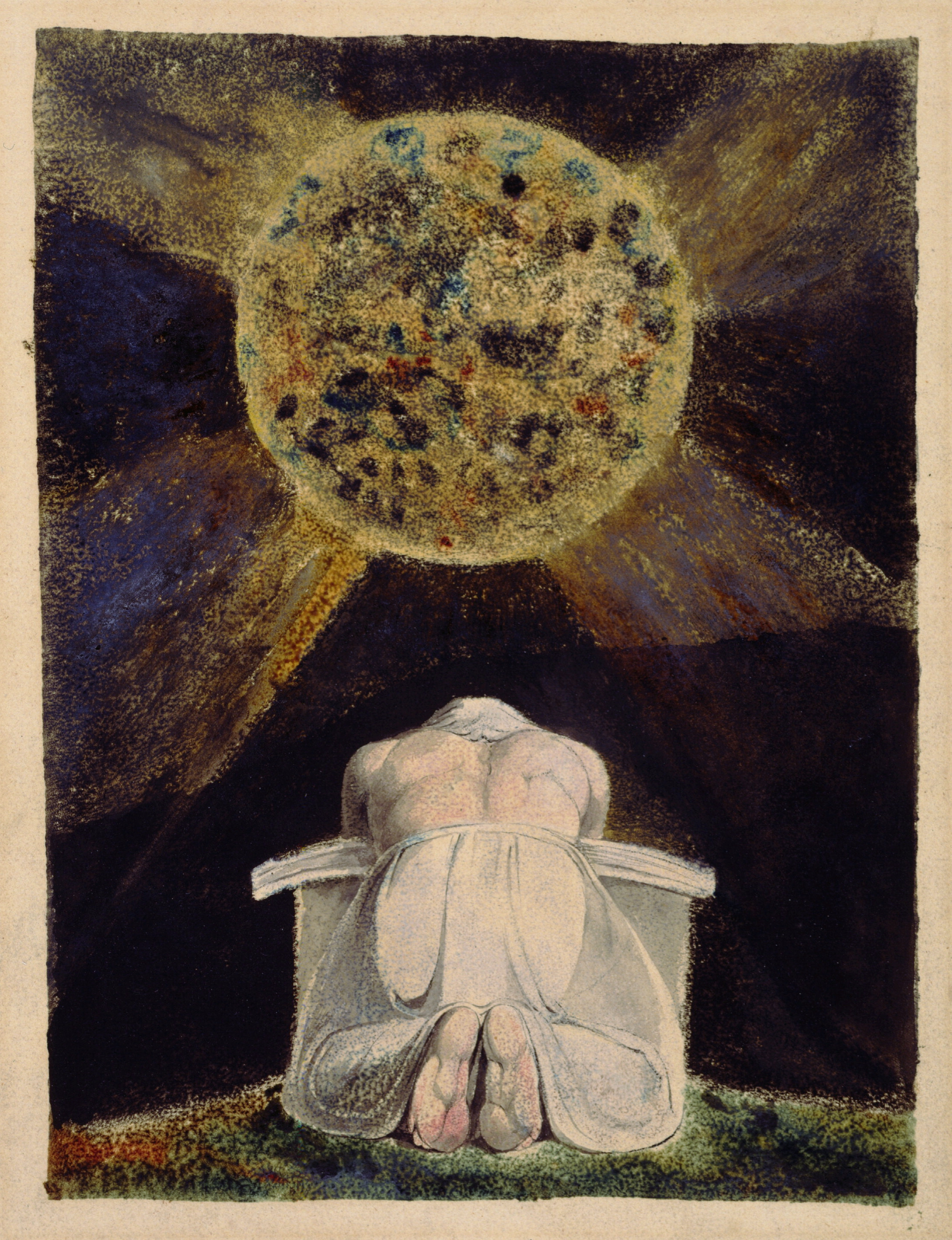
The Song of Los, frontispice

Prorocké knihy (Prophetic Books) je souhrnné označení pro skupinu provázaných básnických děl anglického preromantického básníka a malíře Williama Blakea, v nichž prezentoval svou vizi člověka a vesmíru na základě vlastního složitého mytologického systému založeného na Bibli, poezii Edmunda Spensera a Johna Miltona a na spisech antických, středověkých i soudobých esoteriků a mystiků (například Emanuela Swedenborga). Knihy převážně vytvářel jako svůj soukromý projekt a ilustroval je vlastními rytinami. Jejich tématem je narušení života člověka přísným právním rámcem a konvenčními společenskými systémy.

## Blakeova mytologie

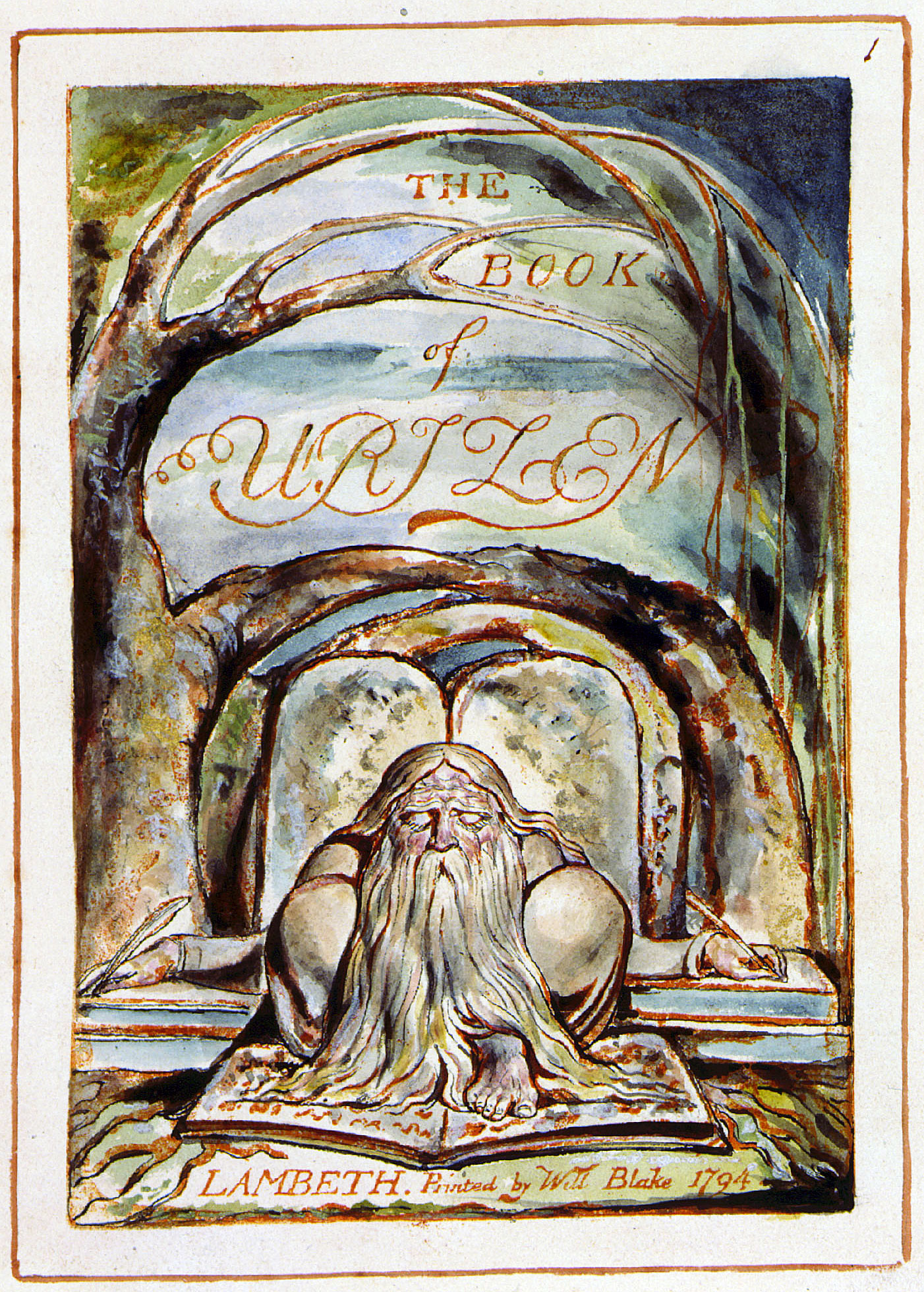
The Book of Urizen

Ve své mytologii, obsažené v Prorockých knihách, Blake reflektoval své vlastní duchovní, filosofické a náboženské názory, stejně jako svůj postoj k politice, revoluci, společenskému řádu a morálce. Toto vše zkombinoval do jakéhosi proroctví o minulosti, současnosti a budoucnosti lidstva, ve kterém popisuje a vysvětluje svůj pohled na historií vzniku, úpadku, zhroucení i spasení tohoto světa.
Vycházel přitom především z učení antinomistů o tom, že Bůh existuje v přírodě a v člověku, že žádnou jinou existenci nemá a že tudíž neukládá člověku jiný mravní zákon, než který už je vložen do lidského ducha a přirozenosti. S tím se pojí i přesvědčení, že člověk zničí starý církevní a státní pořádek, symbolizovaný Babylonem, a vybuduje nové svobodné město Jeruzalém.
Vytvořil bohatý, rozmanitý a komplexní panteon obsahující desítky bohů a bohyň a definoval vzájemný vztah těchto imaginativních sil, které určují a řídí lidský život. Tyranský Bůh (pojmenovaný Urizen podle výrazu „Your Reason“ neboli „váš rozum“) představuje dogmatickou morálku, státní a církevní autoritu i osvícenský racionalismus, tedy vše, co omezuje lidskou energii. Byl to on, co předal Mojžíšovi desky s Desaterem, a symbolizuje všechny utlačující a omezující síly, které kladou zábrany svobodné, vnitřní energii člověka. Jeho protipólem je prorok Los (jeho jméno je vytvořeno z pozpátku psaného slova „Sol“, tj. „Slunce“), což je duch času a tvořivé energie, který usiluje o to, aby člověk dosáhl harmonie se sebou samým i se společností.
Blakeův kosmický systém není astronomický, ale psychologický. Obsahuje sluneční Eden (věčnost, nejvyšší stav bytí), měsíční Beulah (svět podvědomí, zdroj snů a inspirace), Urizenovy hvězdné říše (zákony) a Ulro (pozemský svět rozmnožování umístěný pod Beulahem). Tento svět je obydlen mystickými bytostmi. Pokud se v knihách objevují osobnosti historické, stávají se mlhavými symboly, obklopenými nezemskou atmosférou.

## Charakteristika prorockých knih

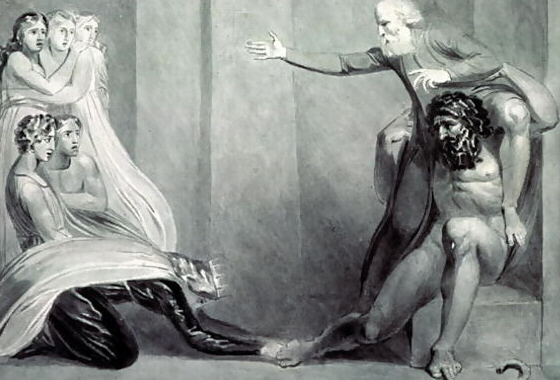
Tiriel, sépiová kresba

Soubor Prorockých knih se skládá ze třinácti Blakeových děl. Nebývá do nich zařazována Francouzská revoluce (The French Revolution), ačkoliv někteří literární teoretici tvrdí, že vydělení této práce z jejich celku odstraňuje klíč k symbolice, kterou Blake použil. Jakousi přípravu k Prorockým knihám pak představuje Blakeova próza Snoubení nebe a pekla (The Marriage of Heaven and Hell), která do nich také nebývá zařazena, přestože obsahuje radikální útok na uznávané hodnoty jako je osvícenský racionalismus, na pokrytectví církve i na samo Desatero.
Většina Prorockých knih je složena ve dlouhých volných verších, kterými Blake osvobodil versifikaci od strohých klasicistních norem dříve, než tak učinili romantici. Inspirací pro tento volný verš byla pro Blakea nejspíše biblická Kniha žalmů nebo Píseň písní, ačkoliv jinak se Blake od Bible ideově podstatně odchyloval a silně tím pohoršoval ortodoxní církevní autority.

## Přehled Prorockých knih

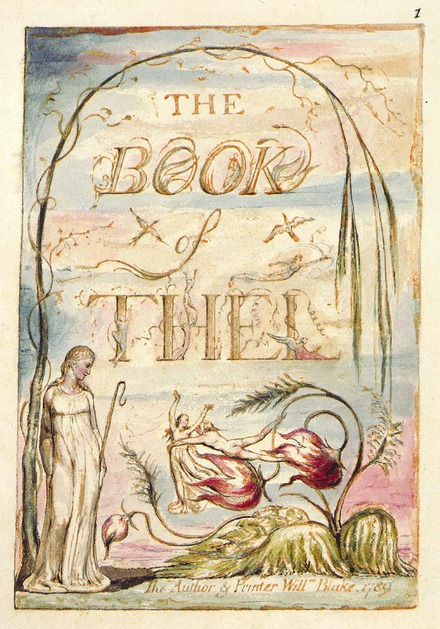
The Book of Thel

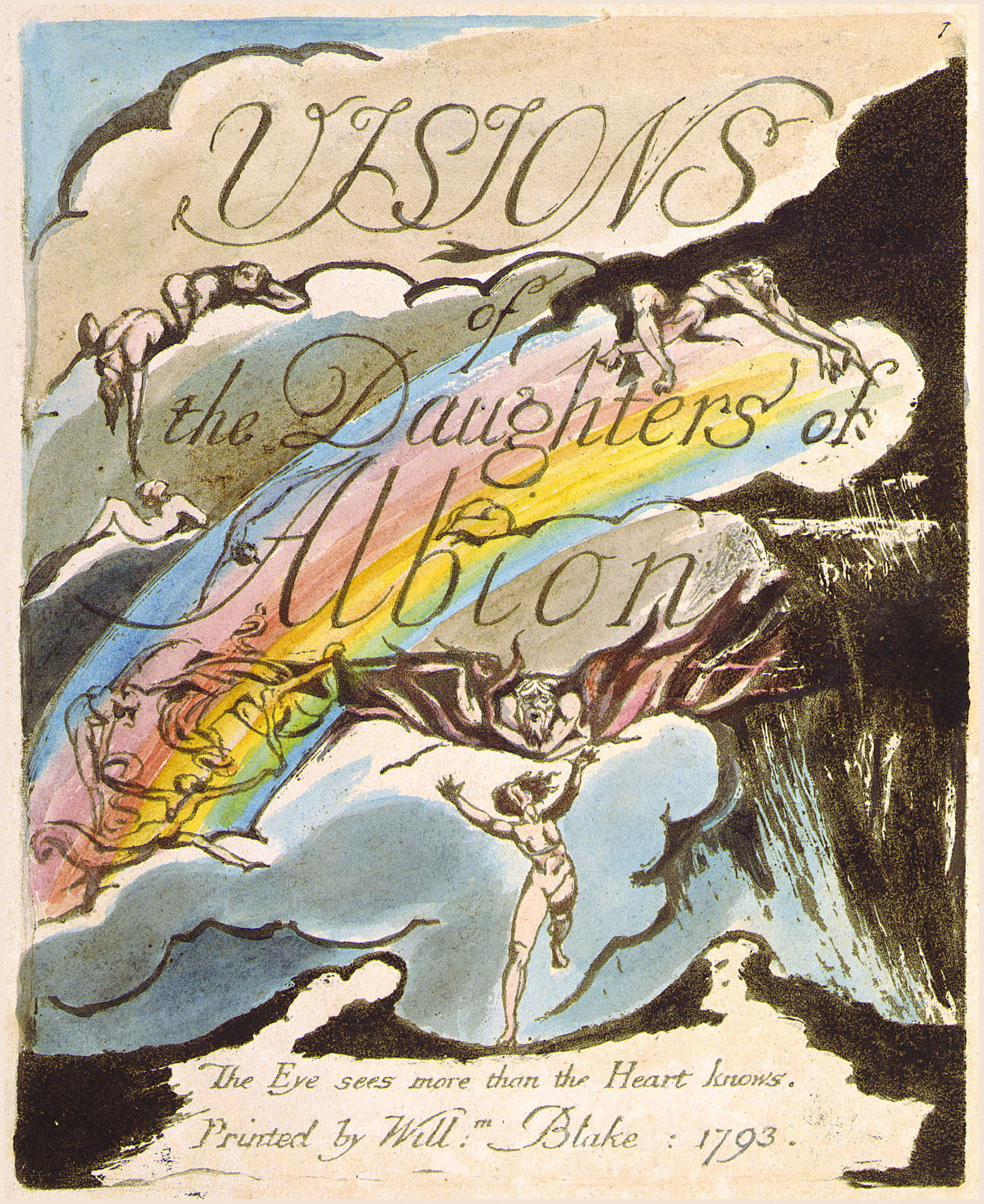
Visions of the Daughters of Albion

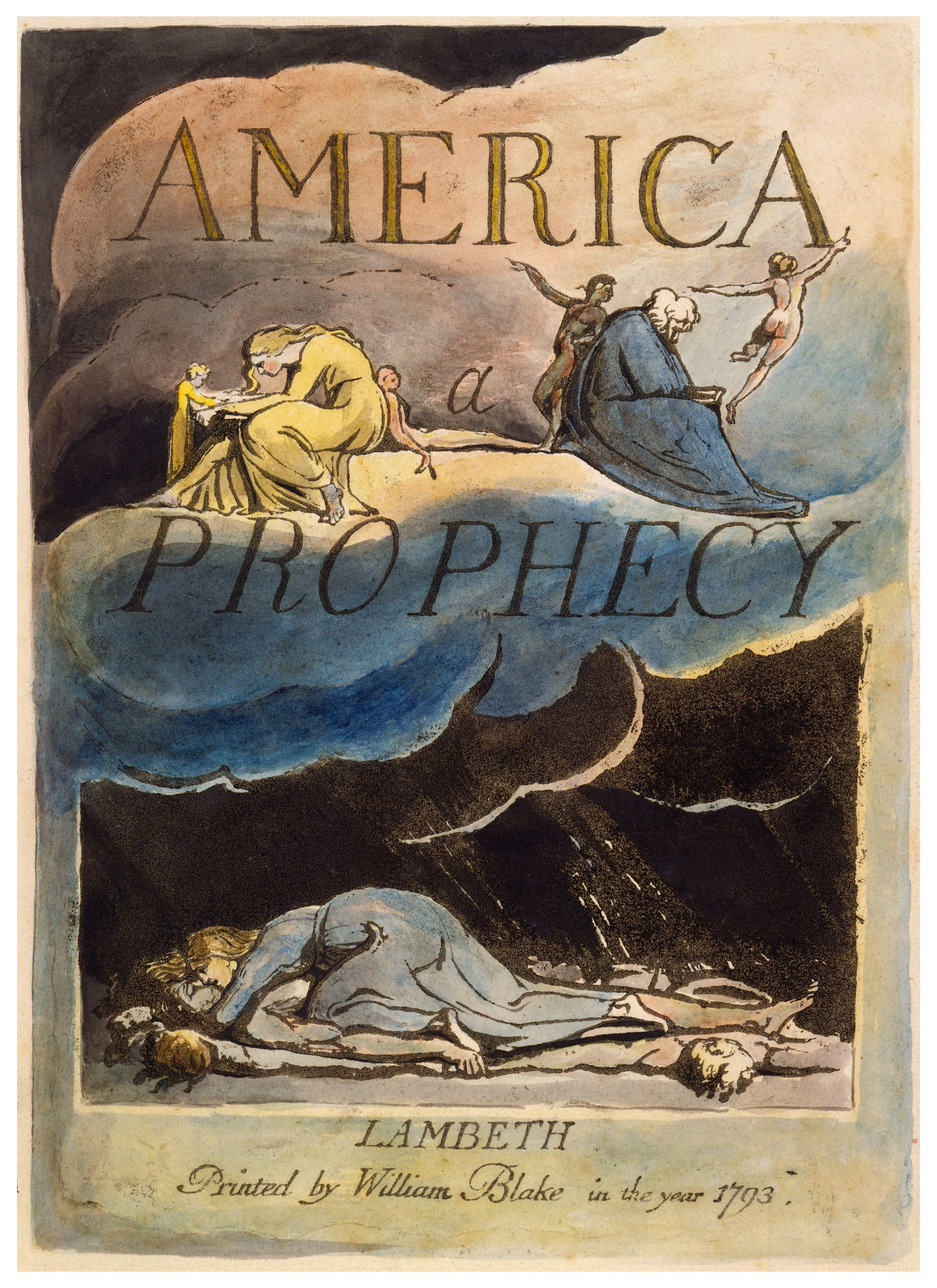
America a Prophecy

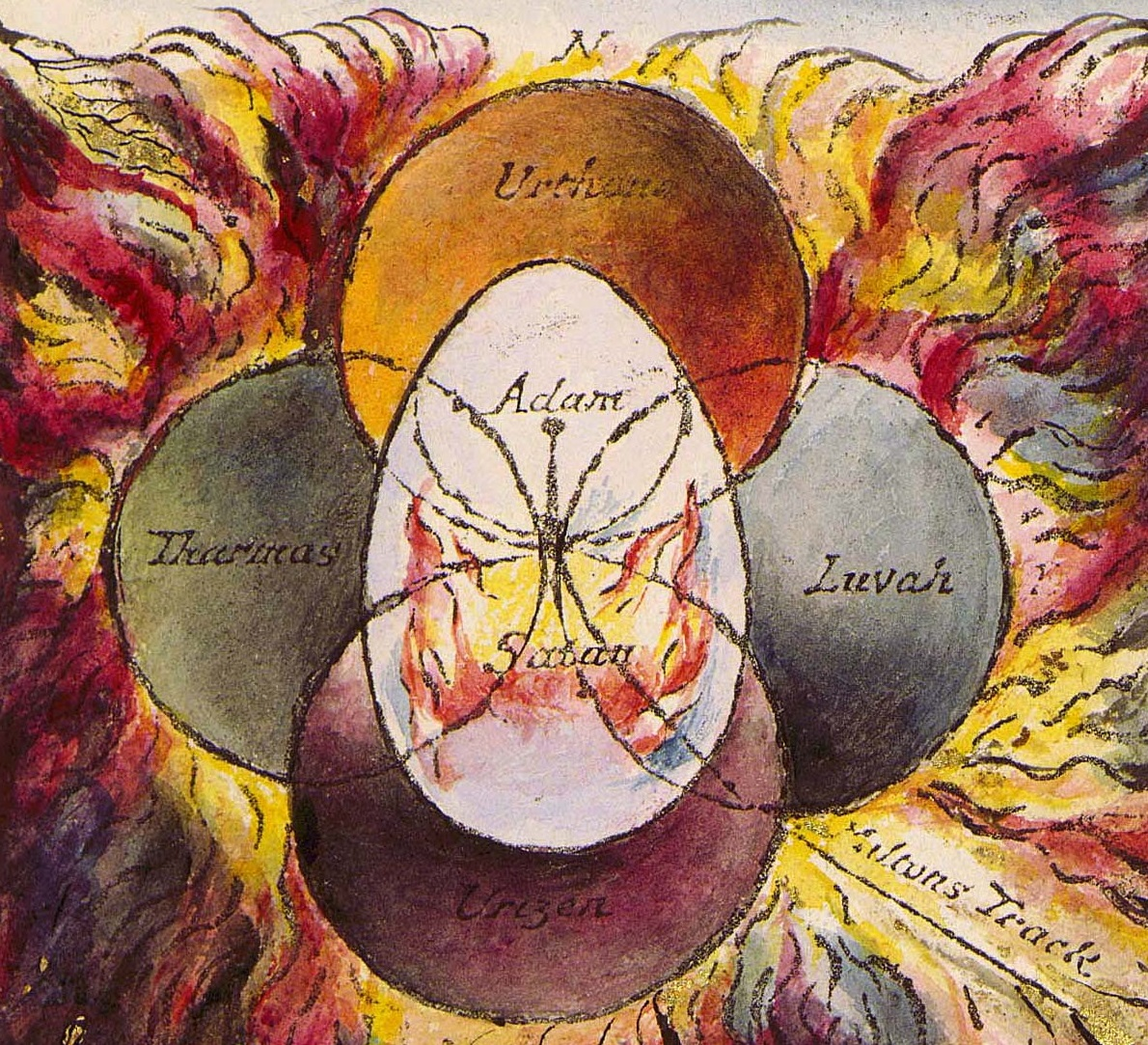
The Four Zoas, ilustrace z básně Milton

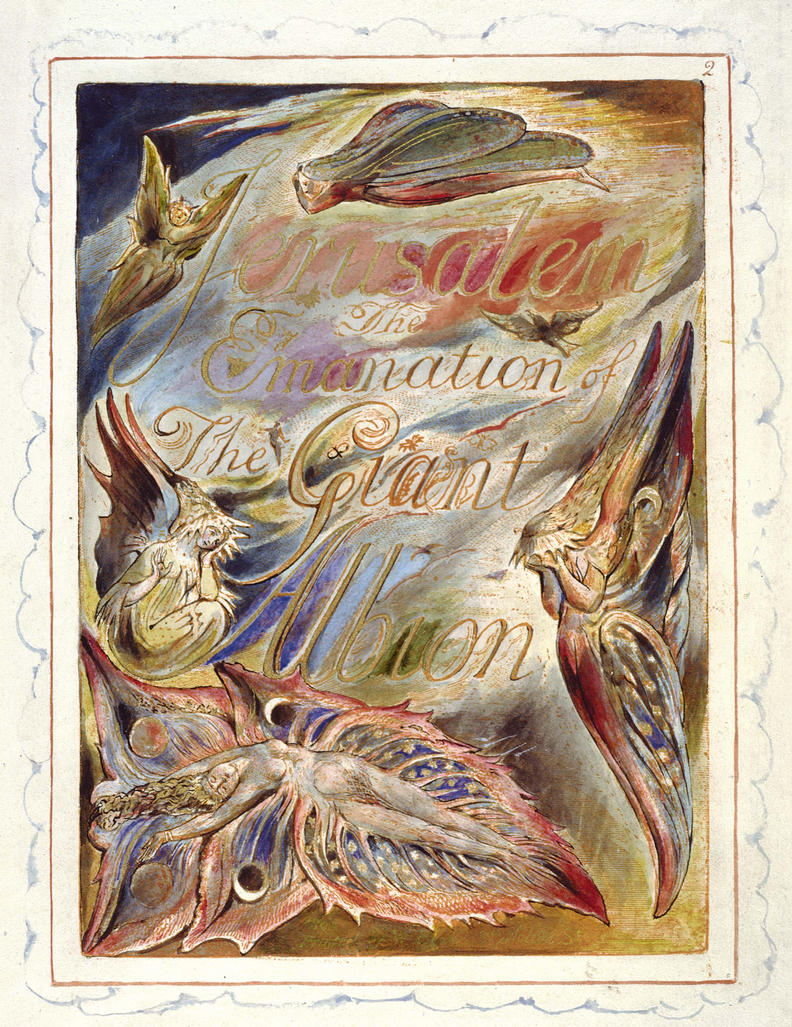
Jerusalem. The Emanation of the Giant Albion!

- Tiriel (1789), první a jediná prorocká kniha, kterou Blake neilustroval rytinami, ale sépiovými kresbami, z nichž jsou některé ztraceny. Jde o báseň vypravující příběh tyrana Tiriela a vzpoury jeho dětí. Na základě zobrazení vnitřního rozkladu despotismu popisuje Blake rozpad a selhání materialismu. [6]
- The Book of Thel (1789–1790, Kniha Thel), obsahem knihy je konflikt mezi nevinností a zkušeností zobrazený pomocí reflexe dívky na prahu dospělosti, která se obává ztráty nevinnosti a panenství při vstupu do světa sexuality dospělých, což jí brání ve skutečném životě. Dívka Thel naříká nad problémy života, ale konvalinka, oblak, červík a hrouda jí tvrdí, že všichni mohou dojít blaženosti ve všeobjímající lásce a nesobeckosti. Všechno zlo pochází ze „stříbrné metly“ autority, která drží na uzdě nevinné tužby tím, že uzavírá lásku do „zlaté číše“ mravnostních předpisů.[2]
- Visions of the Daughters of Albion (1793, Vidění dcer Albionu), protest proti zotročujícímu postavení žen a sexuálnímu pokrytectví. Pohlavní pud je podle Blakea hodnota, která musí být osvobozena od všech zákonů morálky a která inspiruje člověka k vyšší obrazotvornosti.[1]
- Continental prophecies (Kontinentální proroctví). Jde o skupinu tří knih, ve kterých vystupuje Losův syn Orc (pravděpodobně přesmyčka ze slova „cor“, tj. „srdce“), který je symbolem vzpoury proti útlaku:
  - America a Prophecy (1793, Amerika: Proroctví). Zde Orc symbolizuje anglické kolonie v Americe. Anglický král se před ním třese, Orc povzbuzuje lid k povstání a je svědkem apokalyptického odhalení nového světa.
  - Europe a Prophecy (1794–1821, Evropa: proroctví). Kniha popisuje vzpouru ve Francii, kde jsou muži a ženy uvězněni v omezujících genderových vztazích. Na konci příběhu Los vyvolá vzpouru, jejímž vůdcem je Orc.
  - The Song of Los (1795, Píseň Losova). Obsahuje dvě části Africa (Afrika) a Asia (Asie). První část začíná v Africe Losovým zpěvem o tom, jak Urizen uděluje Adamovi, Noemovi a Mojžíšovi zákony, které způsobily, že svět směřuje k úpadku, protože jde o řetězy spoutávající lidskou mysl. V druhé části Orc vyvolává v mysli lidí ohnivé představy, které povedou k apokalyptickým revolucím.[7]
- The Book of Urizen (1794, Kniha Urizenova). Tato kniha je jednou z hlavních Blaekových prorockých knih. Původně vyšla pod názvem The First Book of Urizen (První kniha Urizenova), protože jde o mýtus podobný První knize Mojžíšově (Genesis). Začíná jako mýtus o stvoření, který začíná před stvořením, totiž bojem v mysli Boha, který chce definoval sám sebe a vytvořit vesmír. Urizen se oddělí od ostatních Věčných a stvoří vlastní odcizenou a zotročující říši náboženského dogmatu. Má čtyři syny, kteří se jmenují Thiriel, Utha, Grodna a Fuzon a představují elementární prvky vzduch, vodu, zemi a oheň. Los se svou ženou Enitharmon, která vznikla z Losových slzí nad Urizenovým padlým vesmírem, vytvoří v tomto vesmíru místo, kde zplodí syna Orka, ducha revoluce a svobody, což je začátek zrození lidských bytostí.[8]
- The Book of Los (1795, Kniha Losova), kniha souvisí s Knihou Urizenovou, je to v podstatě převyprávění této knihy z pohledu Losa. Los je projevem jednoho ze čtyř Zoa a neustále bojuje s Urizenem o kontrolu nad světem (představují protiklady). Jako prorocká postava, se nesnaží přivést lidi k Bohu v biblickém smyslu, ale místo toho je postavit proti Urizenovi.[9]
- The Book of Ahania (1795, Kniha Ahanie), tato kniha společně s Knihou Losovou slouží jako určitá revize Knihy Urizenovy. Ahania je emanace (ženský protějšek) Urizena, znamená potěšení a touhu po inteligenci a Urizen jí nazývá hříchem. Příběh začíná vzbouřením Fuzona proti svému otci Urizenovi. Fuzon zaútočí na Urizena ohněm a prohlásí se za Boha. To vede k tomu, že Urizen vytvoří Strom tajemství, na který přibije Fuzonovo tělo. Strom tajemství symbolicky spojuje křesťanství s druidskou vírou a tak dokládá, že křesťanství je pokračováním dřívějších zvyků. Ahania je zobrazena jako osamělá osoba, která naříká nad důsledky boje mezi Urizenem a Fuzonem.[10]
- Vala, or The Four Zoas (1795–1807, Vala aneb čtyři Zoa), báseň měla být shrnutím Blakeova mytického vesmíru, ale zůstala nedokončena. V první verzi, dopsané roku 1802, se jmenovala Vala, or The Death and Judgement of the Eternal Man: A Dream of Nine Nights (Vala, aneb smrt a zmrtvýchvstání věčného muře: sen devíti nocí), později ji Blake přejmenoval. Titulními postavami jsou čtyři Zoa a jejich emanace (odvozeno z řeckého slova „ζώο“, tj. „zvíře“), kteří vznikli po pádu Albionu a představují čtyři božské aspekty. Jmenují se Urthona (imaginace) jejímž projevem je Los (čas a tvořivá energie), Urizen (rozum), Luvah (cit) a Tharmas (tělo). Emanací Losa je jeho žena Enitharmon (duševní krása), Urizena Ahania (potěšení a touha po inteligenci), Luvaha Vala (bohyně přírody, vnější vyjádření vnitřních pocitů a prožitků) a Tharmase Enion (chtíč a rozmnožovací instinkt). Do svého mytického světa přidal Blake v této knize křesťanský prvek. Los je spojen s obrazem Krista, proti němuž stojí Urizen a satanova synagoga, která Krista později ukřižuje.[11]
- Milton (1804–1810), epická báseň jejímž hrdinou je anglický básník John Milton, který se vrací do pozemského světa a spojuje se s Blakem, čímž je vytvořen vztah mezi žijícím básníkem a jeho velkým předchůdcem. Milton podniká tuto mystickou cestu, aby napravil své vlastní duchovní chyby puritánské podvodnosti, kterých se podle Blakea dopustil ve svých dílech Ztracený ráj a Ráj znovu nabytý. Části textu jsou převzaty z dřívějších Blakeových děl, především z knihy Vala aneb čtyři Zoa. Báseň končí vizí konečného spojení živých a mrtvých, vnitřní a vnější reality. mužského a ženského prvku a transformace celého lidského vnímání.[12]
- Jerusalem. The Emanation of the Giant Albion (1804–1820, Jeruzalém. Emanace gigantického Albionu). Jde o poslední a nejvýznamnější Blakeovu prorockou knihu. Má čtyři kapitoly které jsou svým názvem určeny různým cílovým skupinám: To the Public (Veřejnosti), To the Jews (Židům), To the Deists (Deistům) a To the Christians (Křesťanům). Je v ní popsáno obrovské historické období od stvoření světa až po poslední soud. Nemá lineární děj, postavy se navzájem proměňují a odcházejí a mohou být zároveň osobou i místem. Jeruzalém, emanace Albionu, je žena a město. Albion je rovněž město ale zároveň je starověkým nebo prvotním člověkem. Je to gigant, který obsahuje nejen Anglii, jejímž je symbolem, ale také všechny národy, celé lidstvo od jeho vzniku až do konce historie. Blake jej také nazývá věčným člověkem, protože je předkem lidstva. Po jeho pádu do stavu egoismu se v něm obsažené čtyři zoa oddělí od svých emanací a vedou mezi sebou spory a války a lidstvo se odkloní od jednoty do stavu odcizení. Albion pak spí po celou historii lidstva až do posledního soudu, zatímco tomuto světu vládne Urizen. Los, prorok věčnosti (pozemská podoba Urtony) se stává Albionovým obráncem. Když přijde konec času, Albion se probudí a vidí, že Los je Kristus a Kristus je Los. Rozdělené Zoa a všechny ostatní bytosti se znovu spojí, aby žili v Jeruzalémě, svatém, mírumilovném městě dokonalé společnosti, které ztělesňuje svobodu a inspiraci celého lidstva.[13]

## Adaptace
- Tiriel (1985, Тириэль), opera na vlastní anglické libreto ruského skladatele žijícího v Anglii Dmitrije Smirnova. Je založená na této Blakeově prorocké knize a na některých jeho dalších básních, především z Písniček nevinnosti a zkušenosti. Libreto bylo později přeloženo do ruštiny.[14]
- Thel (1986, Тэль), druhá opera na vlastní anglické libreto skladatele Dmitrije Smirnova, založená na Blakeově prorocké knize. Libreto bylo později také přeloženo do ruštiny.[14]
- The Chemical Weddings (1998), album anglického hevymetalového zpěváka a skladatele Bruceho Dickinsona, inspirované prorockýmí knihami a další poezií Williama Blakea.[15]
- "Themes from William Blake's The Marriage of Heaven And Hell" (1998) dvojalbum norské progresivní kapely Ulver, zpracovávající velký díl Blakeovy prorocké tvorby.

## Česká vydání
Tento seznam obsahuje pouze vydání celých Blakeových prorockých knih. Ukázky z nich jsou ale uvedeny v různých výborech z jeho díla.
- Tiriel, Olomouc: Čeněk Beran 1927, přeložil Otto František Babler.
- Kniha Thel, Svatý Kopeček 1935, přeložil Otto František Babler.
- Vidění dcer Albionových, Praha: Jaroslav Picka 1939, přeložil Arnošt Vaněček.
- Kniha Ahánie, Praha: Jaroslav Picka 1945, soukromá bibliofile.
- Prorocké knihy, Praha: BB art 2002, přeložil Zdeněk Hron.